# Maestro di Crea

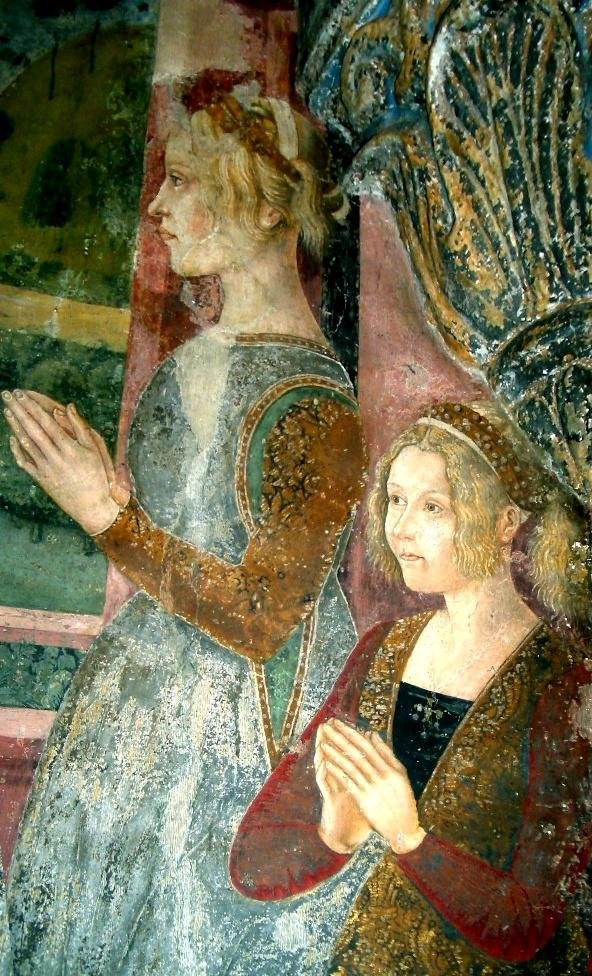
Détail, les filles de Guglielmo VIII Paleologo

Le Maestro di Crea ou plus complètement Maestro della Cappella di Santa Margherita a Crea  désigne le peintre anonyme qui entre 1474 et 1479 fut appelé par le marquis de Monferrat, Guglielmo VIII Paleologo, pour réaliser les fresques de la chapelle Sainte-Marguerite, au sanctuaire de la  Madone de Crea, au Mont Sacré de Crea (Serralunga di Crea, Alexandrie).

## Œuvres
La chapelle de Crea :
- Triptyque de la Vierge à l'Enfant et des Anges mucisiens, accompagnés de Saints
- le donateur Guglielmo VIII Paleologo et sa femme Marie de Foix et leurs  filles
- Le martyre de Sainte Marguerite d'Antioche
- Les quatre Docteurs de l'Église.

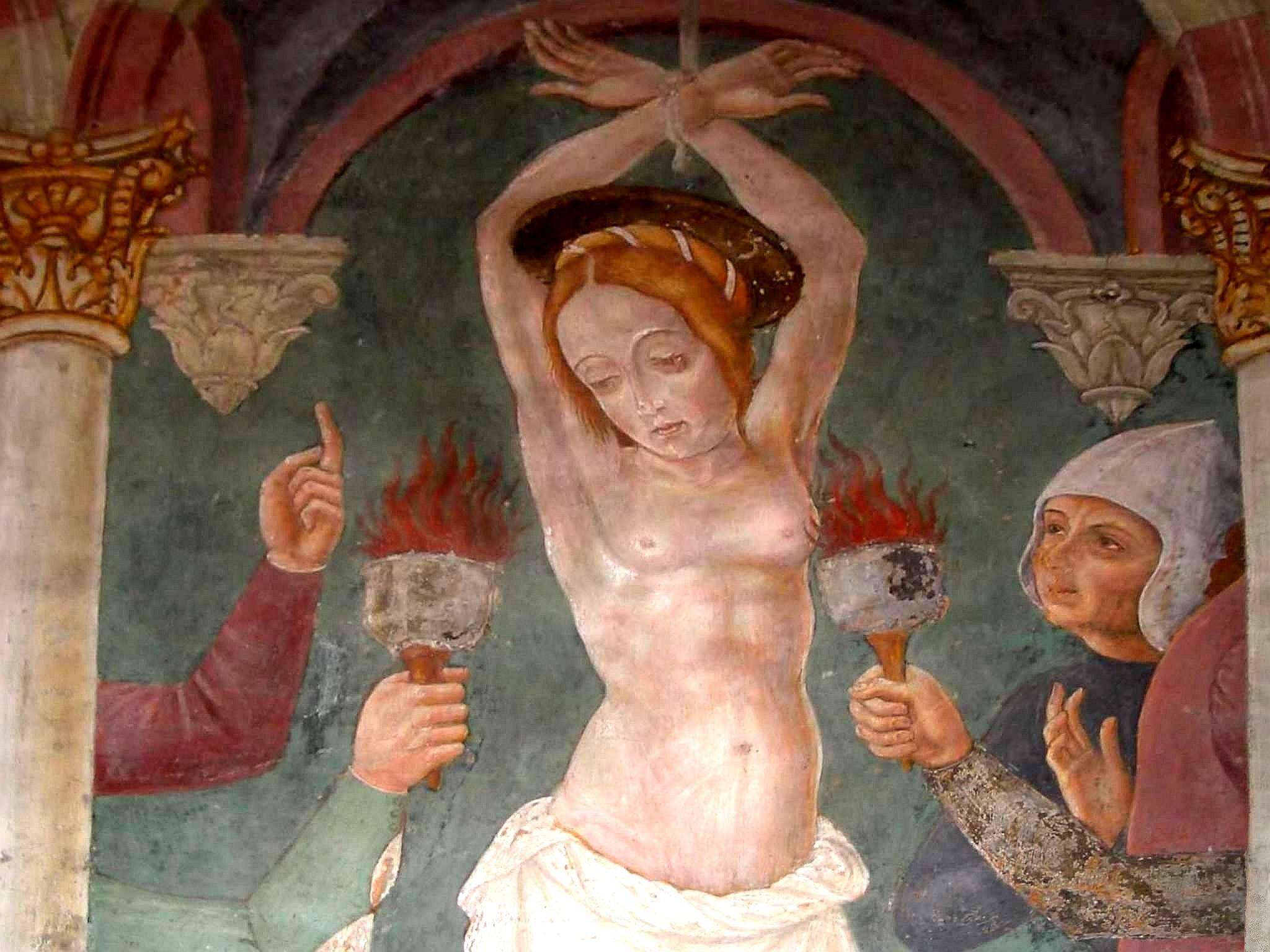
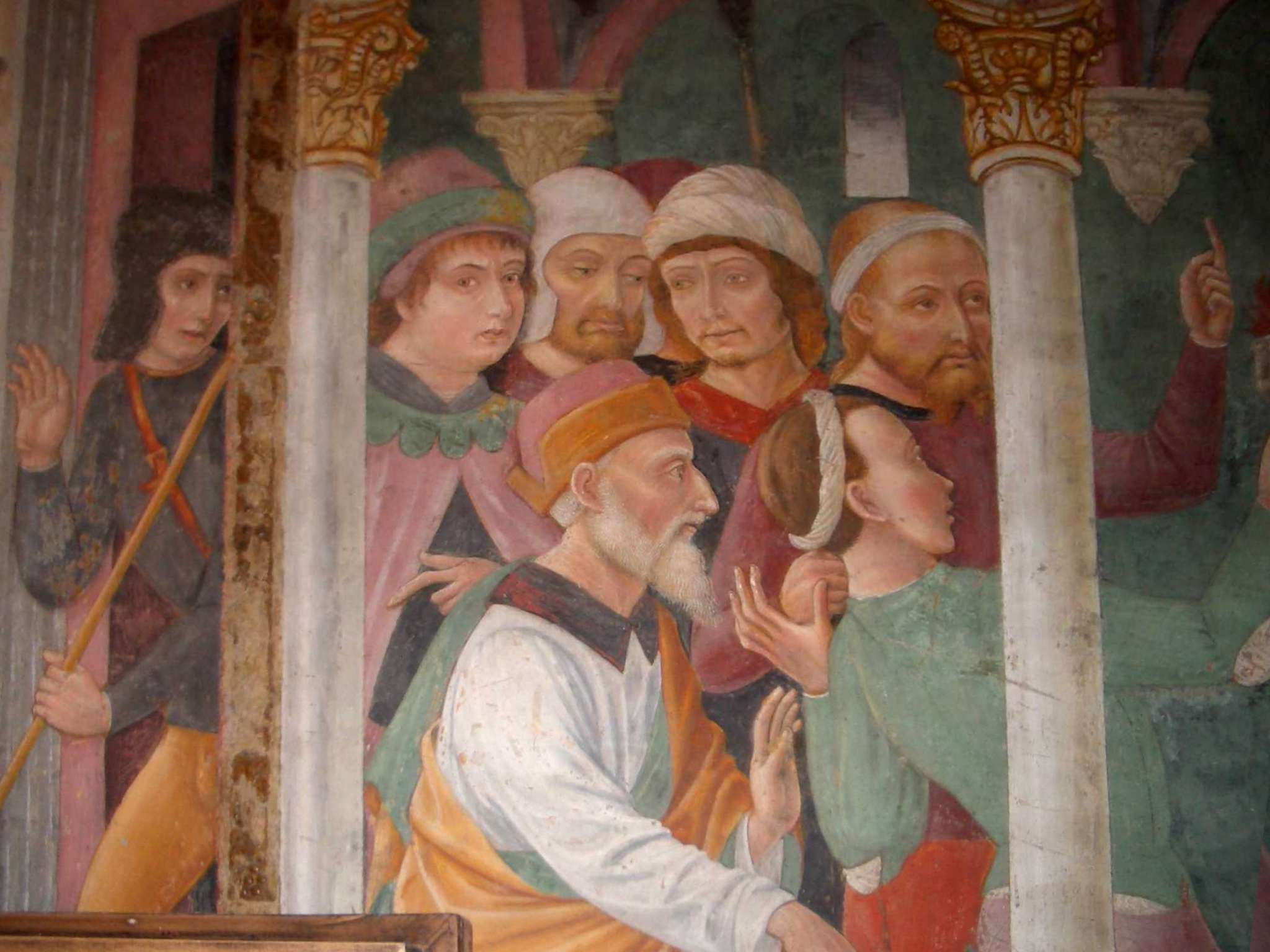
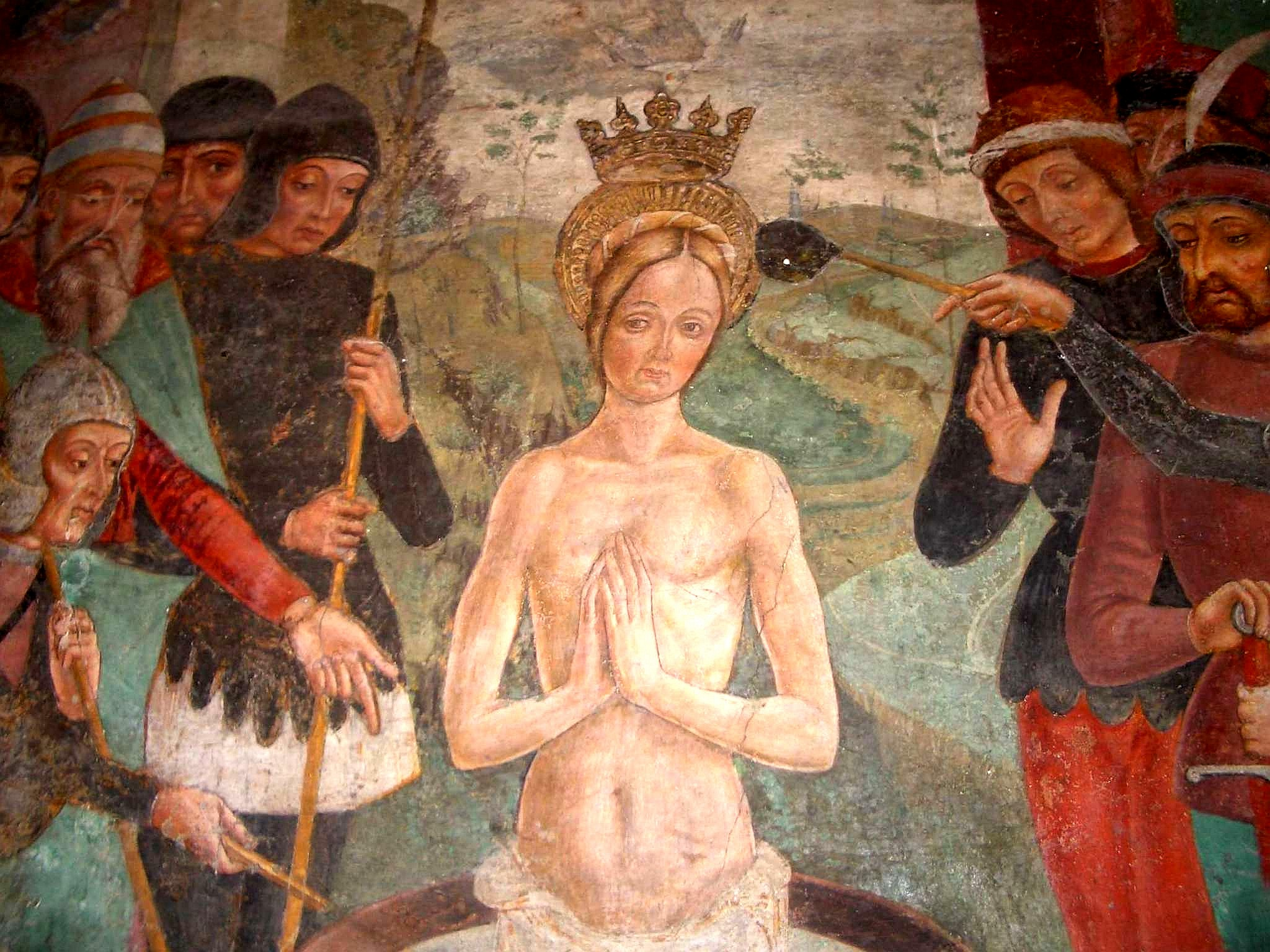

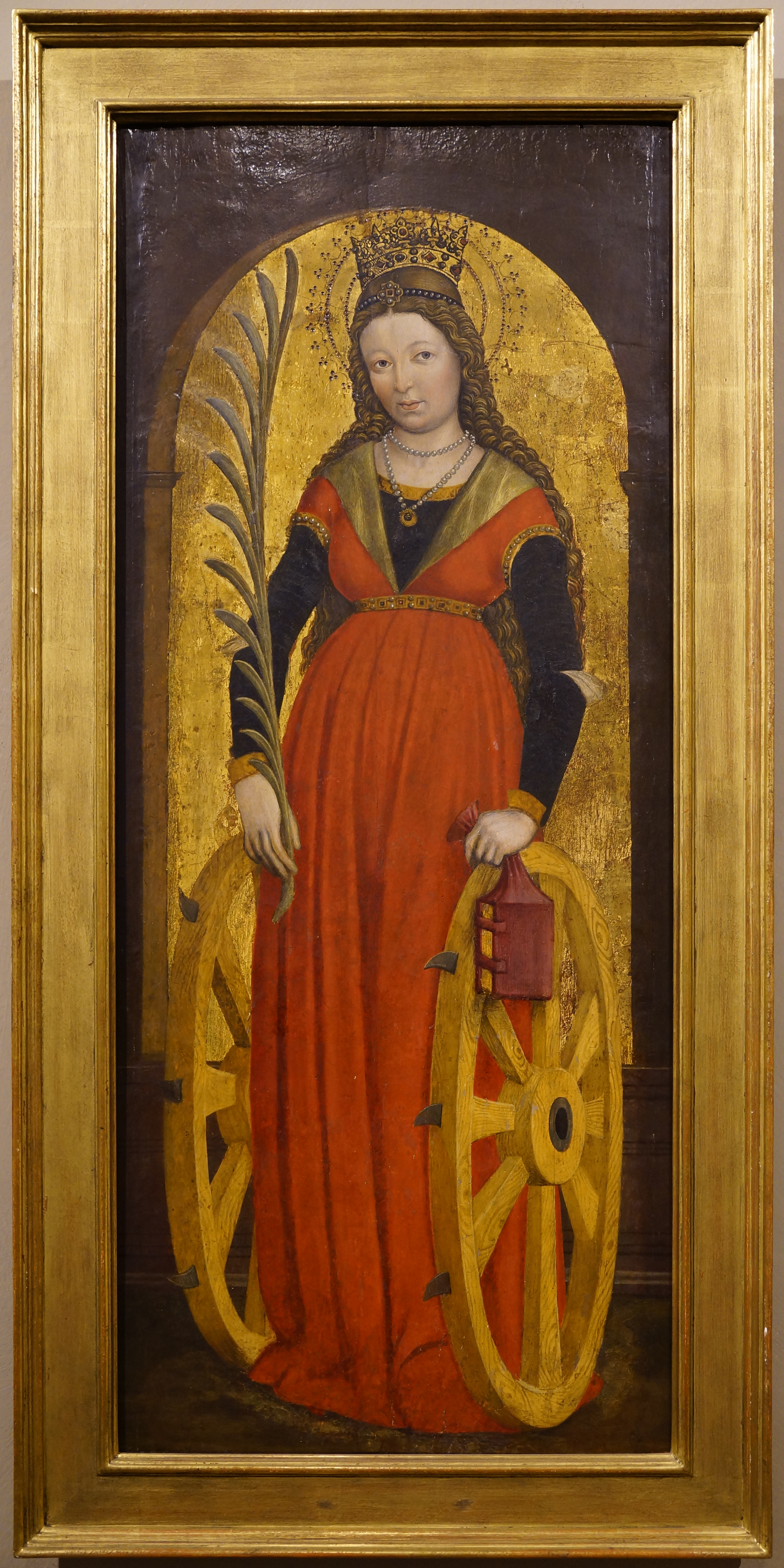
Catherine d'Alexandrie, avec feuille de palmier et livre de ceinture, entre deux roues

Depuis, d'autres œuvres lui ont été attribuées :
- Santa Caterina di Alessandria, tableau au musée civique de  Turin
- Le Polyptyque de Marco Scarognino, pinacothèque  de Varallo Sesia
- Adorazione del Bambino con S. Giovanni Battista e S. Domenico, Gemäldegalerie, Berlin